# Nowa synagoga w Błażowej
Nowa synagoga w Błażowej – powstała przed 1907 r., kiedy to spłonęła w wielkim pożarze miasta.